# Smyrna (Geórgia)
Smyrna é uma cidade localizada no estado americano de Geórgia, no Condado de Cobb.
A atriz Julia Roberts é natural dessa cidade.

## Demografia
Segundo o censo americano de 2000, a sua população era de 40.999 habitantes.
Em 2006, foi estimada uma população de 48.632, um aumento de 7633 (18.6%).

## Geografia
De acordo com o United States Census Bureau tem uma área de 36,1 km², dos quais 36,0 km² cobertos por terra e 0,1 km² cobertos por água.

## Localidades na vizinhança
O diagrama seguinte representa as localidades num raio de 16 km ao redor de Smyrna.